# Džammú
Džammú (anglicky Jammu, urdsky جموں, Jamūn, paňdžábsky ਜੰਮ, Jammū) je část indického státu Džammú a Kašmír, nacházející se jižně od hřebene pohoří Pir Panjal, které ji odděluje od Kašmírského údolí.
Oblast Džammú je tvořena okresy Jammu (Džammú), Kathua, Doda, Udhampur, Rajouri, Poonch. Na celkové rozloze 26 293 km² žije 4 389 000 obyvatel (rok 2001; hustota 167 obyvatel na km²). Větší část z nich (66%) jsou hinduisté, čímž se Džammú liší od převážně muslimského Kašmíru a převážně buddhistického Ladákhu. Nejrozšířenějším jazykem je dogri, blízce příbuzné sousední paňdžábštině.
Džammú je se zbytkem Indie dobře spojeno rychlíkovou železnicí i silnicemi. Tím se liší od Kašmíru a Ladákhu, které jsou přístupné pouze přes vysokohorské průsmyky. Jejich údolí se totiž otvírají směrem ven z Indie, přes uzavřenou pákistánskou hranici.